# Proyecto Athena
El proyecto Athena es un proyecto iniciado en 1996 en el Laboratorio Europeo de Física de Partículas (CERN) para producir y estudiar antimateria en cantidades mayores a las que se habían podido obtener hasta entonces. En 2002 anunciaron la primera producción de antihidrógeno muy frío.